# María Esther Corán
 María Esther Corán  (Buenos Aires, Argentina; 1910 - ibid.; 1997) fue una actriz de cine, teatro y televisión que nació en Argentina. Fue un pilar de los repartos desde mediados de los 1940, en personajes generalmente grotescos.

## Carrera
Alta y robusta, de su paso por la televisión se recuerda especialmente su participación en el programa semanal Viendo a Biondi.  
En 1997 fue uno de los actores homenajeados en el Día del Actor por llevar ya 50 años de carrera actoral.

## Filmografía
- Juan que reía (1976)
- Los chantas (1975) …Mujer en colectivo
- La gran aventura  (1974)
- El ayudante  (1971)
- P.K. en Buenos Aires  (1968)
- Operación San Antonio (1968)
- Con el más puro amor (1966)  (filmada en 1955)
- Una jaula no tiene secretos (1962)
- Libertad bajo palabra (1961) …Mujer en departamento de Julio
- ...Y el demonio creó a los hombres (1960)
- Yo quiero vivir contigo (1960) …Mujer 1 en tren
- Sábado a la noche, cine  (1960)
- El secuestrador (1958)
- Cinco gallinas y el cielo (1957)
- Catita es una dama (1956) …Doña Anunciata
- Marta Ferrari (1956)
- Mi marido y mi novio (1955)
- Sinfonía de juventud (1955)
- Torrente indiano (1954)
- Barrio gris (1954) …Verdulera
- Su seguro servidor (1954)
- Veraneo en Mar del Plata (1954)
- La patrulla chiflada (1952)
- La melodía perdida (1952)
- Mi divina pobreza (1951)
- Cinco locos en la pista (1950)
- La barra de la esquina (1950) …Doña Andrea
- Fúlmine (1949)
- El nieto de Congreve (1949) …Rosaura
- Hombres a precio (1949)
- Mujeres que bailan (1949)
- La caraba (1948)
- Villa Rica del Espíritu Santo (1945)
- La importancia de ser ladrón (1944)

## Televisión
- Viendo a Biondi  (serie) (1961)

## Teatro
- 1949: Temporada teatral en el Teatro Smart, con fragmentos de clàsicos del sainete argentino[2]
- 1950: Mónica perdió un complejo, en el Teatro Smart, con la compañía de comedias Gloria Guzmán - Pablo Palitos- Sebastián Chiola.
- 1956: El gallego Parlamento entró por el casamiento, de Julio A. Burón, junto con Marcos Zucker en el Teatro Variedades.[3]